# Mena (Ucrania)
Mena (en ucraniano: Мена) es una ciudad ucraniana perteneciente al óblast de Chernígov. Situada en el norte del país, forma parte del raión de Koriúkivka y centro del municipio (hromada) homónimo.

## Toponimia
El nombre del lugar en ruso es también Mena (en ruso: Мена).

## Geografía
Mena se encuentra a orillas del río del mismo nombre, a 40 km de Chernígov.

## Historia
Se han encontrado en el territorio asentamientos de la cultura Yújnov (Edad del Hierro Temprano, VI-II siglo AC) y del período eslavo temprano, pero las primeras menciones históricas de Mena aparecen en documentos de 1066. Entre los siglos XI y XIII fue un importante centro comercial y en el siglo XVII era una gran ciudad fortificada.
Durante el levantamiento del hetman de los cosacos de Zaporoyia Bogdán Jmelnitski fue base de una compañía del regimiento de Chernígov y en 1659, durante la guerra ruso-polaca que le siguió, el hetman Iván Vigovski libró varias batallas contra Rusia en las proximidades de la ciudad. A fines del siglo, Mena obtuvo los derechos de Magdeburgo. 
Durante la Segunda Guerra Mundial, Mena estuvo ocupada por la Wehrmacht del 8 de septiembre de 1941 al 18 de septiembre de 1943.
En 1966 alcanzó la categoría de ciudad de importancia distrital.
Hasta el 18 de julio de 2020, Mena fue centro del raión de Mena. El raión se abolió en julio de 2020 como parte de la reforma administrativa de Ucrania, que redujo el número de raiones del óblast de Chernígov a cinco. El área del raión se dividió entre el raión de Chernígov y el de Koriúkivka, con Mena formando parte de este último.

## Demografía
La evolución de la población de Mena entre 1923 y 2022 fue la siguiente:
| 7334                                                          | 7246 | 7373 | 9878 | 11 469 | 13 120 | 12 940 | 12 425 | 13 114 | 12 693 | 10 935 |
| (Fuente: Cities & Towns of Ukraine y UKRAINE: Größere Städte) |      |      |      |        |        |        |        |        |        |        |

Según el censo de 2001, la lengua materna de la mayoría de los habitantes, el 96,7%, es el ucraniano; del 2,9% es el ruso.

## Administración
Es sede de un municipio que incluye como pedanías 38 localidades rurales, con una población municipal total de unos veinticinco mil habitantes. El municipio se formó en 2016, cuando el territorio que hasta entonces tenía la ciudad de Mena (que no incluía pedanías) se fusionó con el ayuntamiento urbano de Makóshyne y los consejos rurales de Birkivka, Blystová, Velýchkivka, Diahová, Kyselivka, Kukóvychi, Liský, Osmaký, Sadove, Semenivka, Syniavka, Slobidka, Stolne, Ushnia y Féskivka, a los que se añadieron en 2020 los consejos rurales de Volóskivtsi, Horodyshche, Danýlivka y Pokrovske.

## Economía
La actividad económica principal es la industria alimenticia.

## Infraestructura

### Arquitectura, monumentos y lugares de interés
Mena cuenta con un museo regional y un parque zoológico. 

### Transporte
Por Mena pasa la carretera R12, que lleva a Póchep, y sale la carretera T2536, que lleva a Koriúkivka. También pasa la autopista H27, que une Chernígov y Nóvgorod-Síverski.

## Personas importantes
- Java Volóvich (1916-2000): actriz, directora teatral y escritora soviética judía superviviente de un gulag.

## Galería

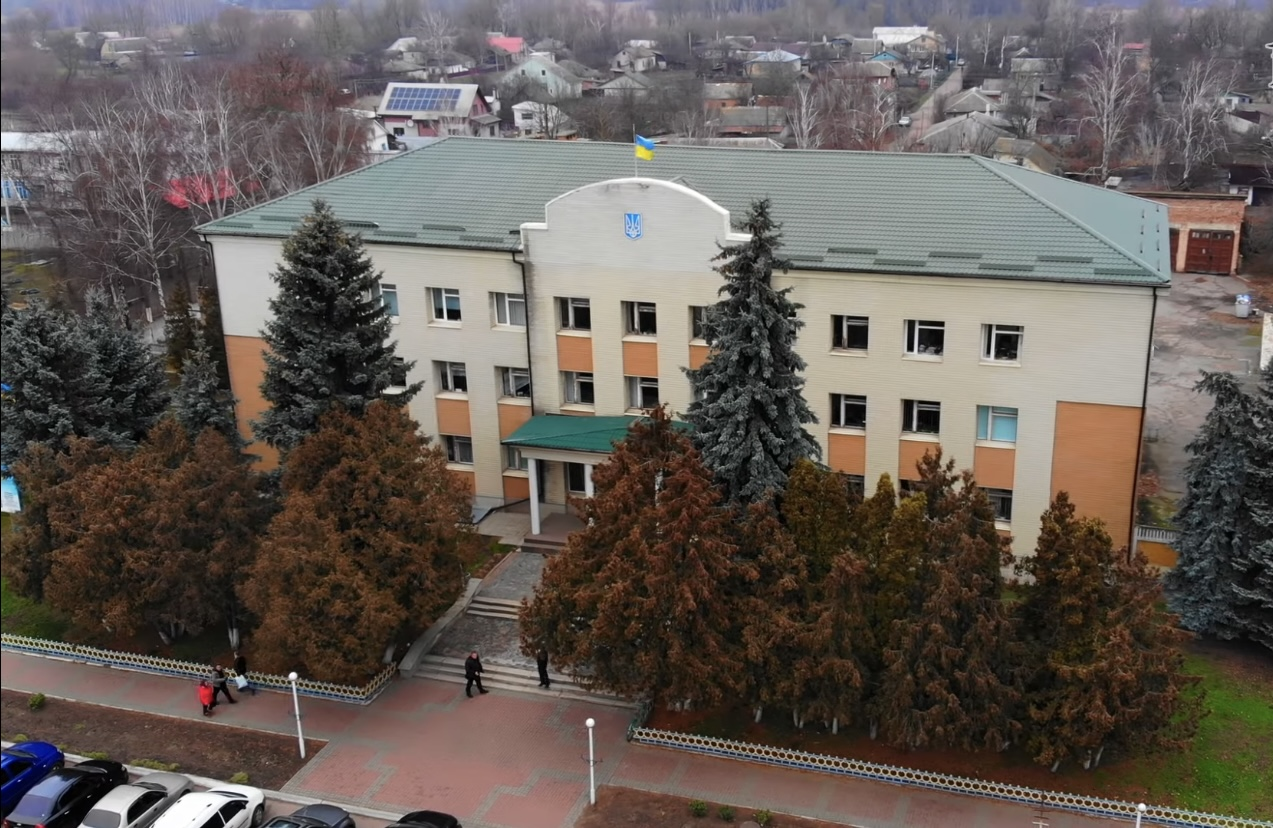
Ayuntamiento
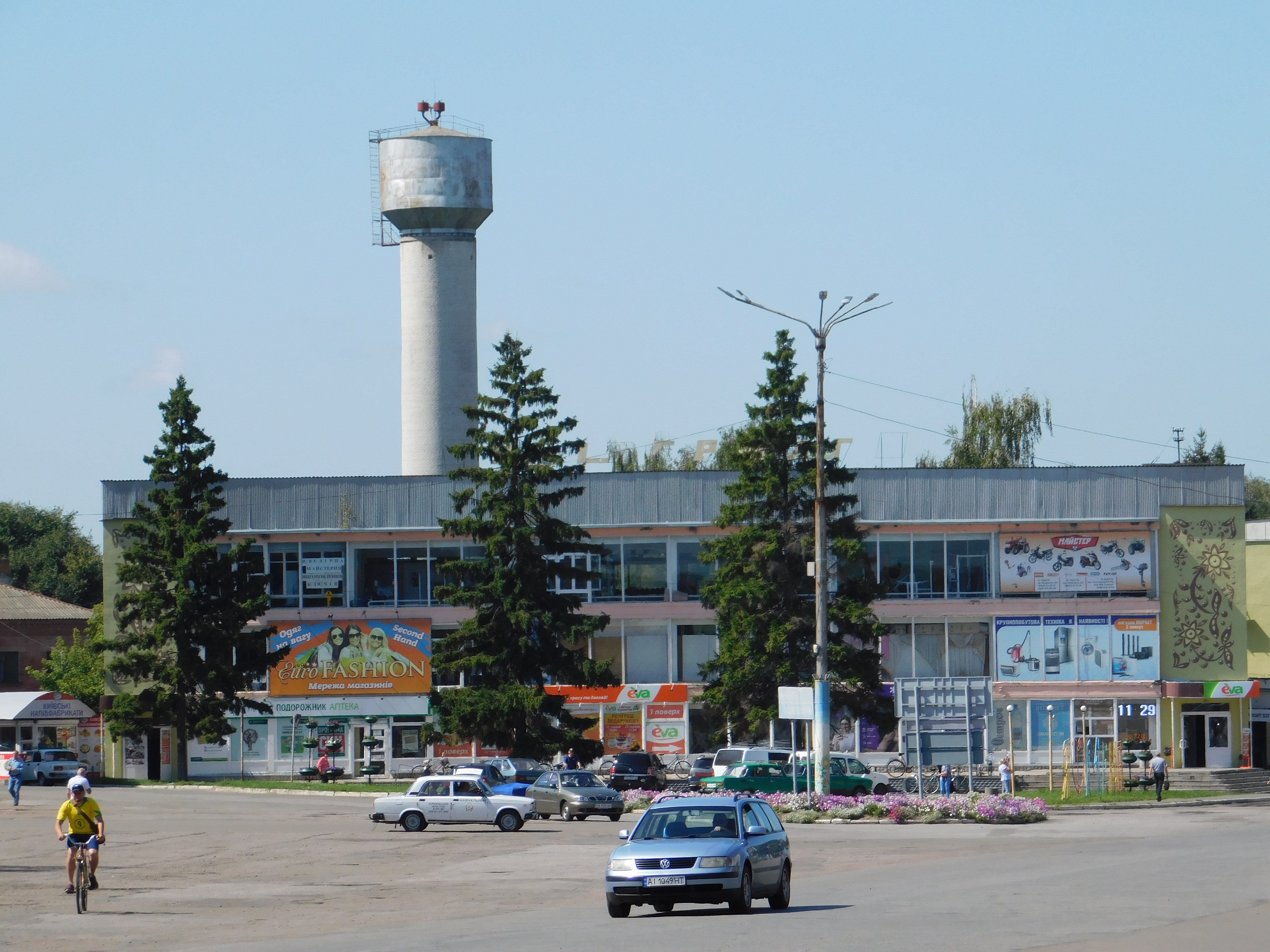
Centro comercial
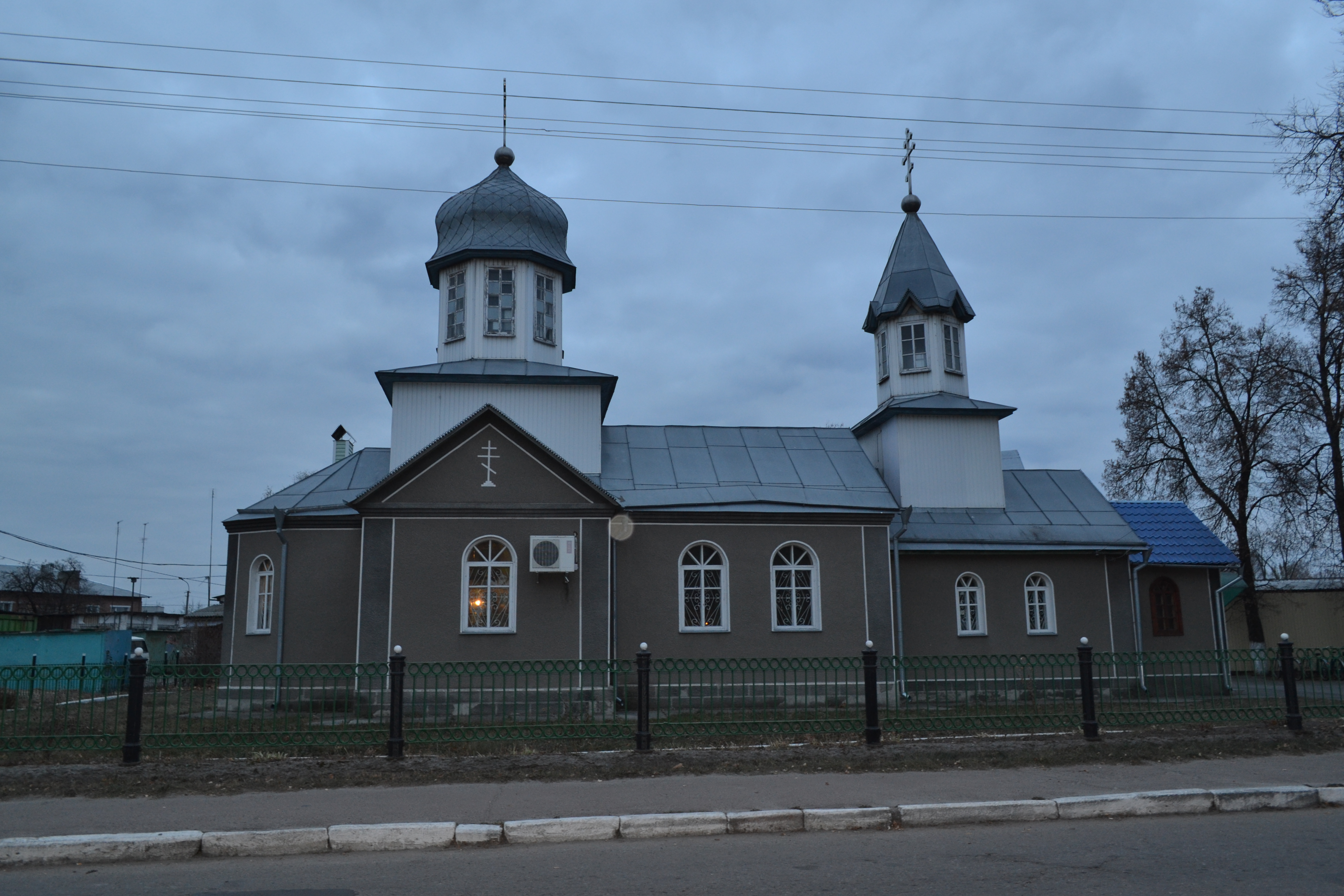
Iglesia local